# Жереги, Валерий Исаевич
Валерий Исаевич Жереги (рум. Valeriu Jereghi; род. 19 октября 1948, Страшены, Молдавская ССР, СССР) — советский, молдавский и российский кинорежиссёр и сценарист. Лауреат многих международных и всесоюзных кинофестивалей. Лауреат Премии комсомола Молдавии имени Б. Главана. Народный артист Республики Молдова (2014).

## Биография
Валерий Жереги родился 19 октября 1948 года в молдавском городе Страшены. Окончил режиссёрский факультет Кишинёвского института искусств в 1970 году. В 1975 году окончил режиссёрский факультет ВГИКа. В качестве диплома представил короткометражный фильм «Утро», посвящённый Огюсту Ренуару (его роль исполнил Игорь Старыгин). Работал на студии «Молдова-филм», а также в Югославии, Румынии, Австрии, Венгрии, Германии, Франции, России. С 1978 года член Союза кинематографистов. В 2006 основал кинокомпанию «PRIM-PLAN STUDIO» и «Актёрское Агентство Валериу Жереги» . 23 мая 2008 года кинокомпания «PRIM-PLAN STUDIO» выпустила первый журнал о кино в Молдове — «PRIM-PLAN».

## Фильмография

### Режиссёрские работы
1. 1972 — «Осенью встречаемся дома», автор сценария и режиссёр-постановщик.
2. 1975 — «Утро» (диплом ВГИК), автор сценария и режиссёр-постановщик.
3. 1978 — «Аист» (Молдова-филм), автор сценария и режиссёр-постановщик.
Награды: Мангейм (ФРГ), Салоники (Греция).
4. 1979 — «Я хочу петь» (Молдова-филм)
5. 1983 — «Всё могло быть иначе» (Молдова-филм), соавтор сценария, режиссёр-постановщик.
Награды: второй приз Всесоюзного кинофестиваля (Ленинград), первый приз всесоюзного кинофестиваля молодых кинематографистов, приз «Серебряный аист», премия комсомола Молдавии.
6. 1985 — «Дикий ветер» (Молдова-филм, Югославия, США), сорежиссёр-постановщик.
7. 1987 — «Иона» (Молдова-филм), автор сценария и режиссёр-постановщик.
Награды: второй приз Всесоюзного кинофестиваля (Тбилиси).
8. 1990 — «Диссидент» (Молдова-филм, Австрия, Венгрия), соавтор сценария и режиссёр-постановщик.
9. 1992 — «Предчувствие» (Россия, Румыния), автор сценария и режиссёр-постановщик.
Награды: большой приз и приз за лучшую женскую роль (Костинешть, Румыния), приз жюри Сан-Рафаель (Франция), Канн-93, программа «Особый взгляд».
10. 1993 — «Дети без дома» (студия «ТРИ-ТЭ», полнометражный документальный), соавтор сценария, оператор, режиссёр.
Награды: приз « Бронзовый витязь», приз фестиваля «Правопорядок и общество».
11. 1994 — «Аннегрет и её дети» (Германия, полнометражный документальный), автор сценария, оператор, режиссёр.
12. 1995 — «Третье поколение» (Франция, полнометражный документальный), оператор, режиссёр.
13. 1999 — «Духовное наследие» (Россия, полнометражный документальный), автор сценария, оператор, режиссёр.
14. 2001 — «Калужский край» (Россия, полнометражный документальный в двух сериях), автор сценария, оператор, режиссёр.
15. 2002 — «Сорока» — (Молдавия, полнометражный документальный), автор сценария, оператор, режиссёр.
16. 2003 — «Краснодарский край. Орлёнок» (Россия, полнометражный документальный), автор сценария, оператор, режиссёр.
17. 2003 — «Коломенский край» (Россия, документальный), автор сценария, оператор, режиссёр.
18. 2005 — Режиссёр монтажа художественного фильма «Чайка», режиссёр-постановщик Маргарита Терехова.
19. 2006 — «Сотворение любви», автор сценария и режиссёр-постановщик.
  - Международный кинофестиваль «Новое кино. XXI век»
    - Приз зрительских симпатий,
    - Приз за лучшую операторскую работу,
    - Приз за лучшую сценографию.
20. 2007 — «В змеиной шкуре» театрально-телевизионная постановка в Национальном Театре «Михай Еминеску».
21. 2008 — «Arrivederci», режиссёр-постановщик и оператор.
  - Гран-при XI Евразийского телефорума.
  - XII Бердянский Международный Кинофестиваль
    - специальный Приз жюри «Надежда фестиваля»  Иону Бабенко за исполнение главной роли,
    - Приз за лучшую режиссуру художественного фильма ,
    - Приз за лучшую операторскую работу художественного фильма .

  - Лауреат премии Европейского телевизионного конкурса ERASMUS EUROMEDIA AWARDS в номинации «За создание межкультурного диалога в объединенной Европе» Файл:Sponsorship award.jpg.
  - Абсолютная Премия Международного Фестиваля в Салерно (Италия) среди фильмов среднего метража «За стильную и элегантную передачу в лучших традициях итальянского неореализма, внутренней трагедии двух детей, которые борются с жестокой реальностью жизни».
  - Премия «Лучший режиссёр» на III Международном Правозащитном Кинофестивали «Ступени» в Харькове.
  - GRAND-PRIX,ПРИЗ ЗА ЛУЧШУЮ ОПЕРАТОРСКУЮ РАБОТУ на МКФ  «Кинотур» Житомир, Украина
  - GRAND-PRIX на МКФ  «Корона Карпат» Трускавец, Украина
  - СПЕЦИАЛЬНЫЙ ПРИЗ ЖЮРИ на МКФ “Algidus Art Film Festival” Roma, Italia
  - ДИПЛОМ ЗА ОСОБЫЕ  ЗАСЛУГИ В КИНЕМАТОГРАФИИ на МКФ “Dream Fest Cinema” Слатина, Румыния
  - МКФ “Movieclub Film Festival” Palestrina, Italia,организованный итальянскими журналистами, ПОЧЕТНЫЙ ГОСТЬ,Открытие кинофестиваля фильмом «Arrivederci»
  - ПЕРВАЯ ПРЕМИЯ на MKФ “Identita Film Festival” Roma, Italia
  - «PREMIO ITALIA - 2011»
  - Митрополит Кишинэу и всея Молдовы Его Высокопреосвященство Владимир наградил фильм  «Arrivederci»  высоким Орденом Паисия Величковского.
22. 2017 — «Предатель», режиссёр-постановщик.

### Сценарий
1. 1972 — «Осенью встречаемся дома».
2. 1975 — «Утро» (диплом ВГИК).
3. 1978 — «Аист» (Молдова-филм).
4. 1983 — «Всё могло быть иначе» (Молдова-филм), соавтор сценария.
Награды: второй приз Всесоюзного кинофестиваля (Ленинград), первый приз всесоюзного кинофестиваля молодых кинематографистов, приз «Серебряный аист», премия комсомола Молдавии.
5. 1987 — «Иона» (Молдова-филм).
Награды: второй приз Всесоюзного кинофестиваля (Тбилиси).
6. 1990 — «Диссидент» (Молдова-филм, Австрия, Венгрия), соавтор сценария.
7. 1992 — «Предчувствие» (Россия, Румыния).
Награды: большой приз и приз за лучшую женскую роль (Костинешть, Румыния), приз жюри Сан-Рафаель (Франция), Канн-93, программа «Особый взгляд».
8. 1993 — «Дети без дома» (студия «ТРИ-ТЭ», полнометражный документальный), соавтор сценария.
Награды: приз « Бронзовый витязь», приз фестиваля «Правопорядок и общество».
9. 1994 — «Аннегрет и её дети» (Германия, полнометражный документальный).
10. 1999 — «Духовное наследие» (Россия, полнометражный документальный).
11. 2001 — «Калужский край» (Россия, полнометражный документальный в двух сериях).
12. 2002 — «Сорока» — (Молдавия, полнометражный документальный).
13. 2003 — «Краснодарский край. Орлёнок» (Россия, полнометражный документальный).
14. 2003 — «Коломенский край» (Россия, документальный).
15. 2006 — «Сотворение любви», автор сценария и режиссёр-постановщик.
  - Международный кинофестиваль «Новое кино. XXI век»
    - Приз зрительских симпатий,
    - Приз за лучшую операторскую работу,
    - Приз за лучшую сценографию.

### Операторские работы
1. 1993 — «Дети без дома» (студия «ТРИ-ТЭ», полнометражный документальный).
Награды: приз « Бронзовый витязь», приз фестиваля «Правопорядок и общество».
2. 1994 — «Аннегрет и её дети» (Германия, полнометражный документальный).
3. 1995 — «Третье поколение» (Франция, полнометражный документальный).
4. 1999 — «Духовное наследие» (Россия, полнометражный документальный).
5. 2001 — «Калужский край» (Россия, полнометражный документальный в двух сериях).
6. 2002 — «Сорока» — (Молдавия, полнометражный документальный).
7. 2003 — «Краснодарский край. Орлёнок» (Россия, полнометражный документальный).
8. 2003 — «Коломенский край» (Россия, документальный).
9. 2008 — «Arrivederci», режиссёр-постановщик и оператор.
  - Гран-при XI Евразийского телефорума.
  - XII Бердянский Международный Кинофестиваль
    - специальный Приз жюри «Надежда фестиваля»  Иону Бабенко за исполнение главной роли,
    - Приз за лучшую режиссуру художественного фильма ,
    - Приз за лучшую операторскую работу художественного фильма .

  - Лауреат премии Европейского телевизионного конкурса ERASMUS EUROMEDIA AWARDS в номинации «За создание межкультурного диалога в объединенной Европе» Файл:Sponsorship award.jpg.
  - Абсолютная Премия Международного Фестиваля в Салерно (Италия) среди фильмов среднего метража «За стильную и элегантную передачу в лучших традициях итальянского неореализма, внутренней трагедии двух детей, которые борются с жестокой реальностью жизни».
  - Премия «Лучший режиссёр» на III Международном Правозащитном Кинофестивали «Ступени» в Харькове.

### Актёр
- 1967 — Сергей Лазо режиссёр А.Гордон
- 1974 — Гнев
- 1982 — Июньский рубеж
- 2004 — Короли российского сыска режиссёр В.Олейников

### Театральные постановки
- 2007 — «В змеиной шкуре» театрально-телевизионная постановка в Национальном Театре «Михай Еминеску».

### Продюсер
- 2008 — «Arrivederci», режиссёр-постановщик и оператор.
  - Гран-при XI Евразийского телефорума.
  - XII Бердянский Международный Кинофестиваль
    - специальный Приз жюри «Надежда фестиваля»  Иону Бабенко за исполнение главной роли,
    - Приз за лучшую режиссуру художественного фильма ,
    - Приз за лучшую операторскую работу художественного фильма .

  - Лауреат премии Европейского телевизионного конкурса ERASMUS EUROMEDIA AWARDS в номинации «За создание межкультурного диалога в объединенной Европе» Файл:Sponsorship award.jpg.
  - Абсолютная Премия Международного Фестиваля в Салерно (Италия) среди фильмов среднего метража «За стильную и элегантную передачу в лучших традициях итальянского неореализма, внутренней трагедии двух детей, которые борются с жестокой реальностью жизни».
  - Премия «Лучший режиссёр» на III Международном Правозащитном Кинофестивали «Ступени» в Харькове.

### Автор книг
- «Кинематографические новеллы» (недоступная ссылка)
- «Amore e guerra — Любовь и война (неизвестная смерть итальянского солдата)»
- Печатался в журналах «Nistru», «Кодры», «Tinerimеа Moldovei», «Экран и сцена», «Искусство кино», «Киносценарии»

## Награды и достижения
- Орден Республики (27.08.2020)[1].
- Народный артист Республики Молдова (04.11.2014)[2].
- Мастер искусств Республики Молдова (23.06.2006)[3].
- Приз «Лучшая режиссёрская работа» на кинофестивале «Бригантина» за фильм «Arrivederci» (2009)
- Приз «Лучшая операторская работа» на кинофестивале «Бригантина» за фильм «Arrivederci» (2009)
- Oрден Преподобного Паисия Величковского «в знак признательности за старательную работу во имя добра и величия Православной Церкви». Указ подписан Его Высокопреосвященством Владимиром, Митрополитом Кишинева и всея Молдовы.

## Семья
- Отец: Жереги Исай Николаевич — был учителем молдавского языка и литературы и одним из основателей молдавской школы в Страшенах
- Мать: Жереги Дорина Николаевна (урождённая Северин) — исполнительница народных песен
- Сестра: Галина Жереги (Лунгу) — журналист
- Жена: Людмила Бородина (Сипилина) - актриса

Дети
- Жереги Маргарита — биолог-генетик
- Жереги Кристиан — режиссер-документалист
- Жереги Емилия